# Théâtre prolétarien
Le théâtre prolétarien peut se définir comme un théâtre politique, émanant des prolétaires et/ou à destination des prolétaires, en d'autres termes un instrument d'agitation et de propagande. 

## Erwin Piscator
Erwin Piscator, membre du Parti Communiste, est considéré comme l'un des fondateurs du théâtre prolétarien et le promoteur du théâtre politique ou "épique" dont il partage la paternité avec Bertolt Brecht. Il veut un théâtre qui soit au service de la révolution. Il s'adresse à un public prolétarien dont il souhaite éclairer la conscience. Le théâtre devient une arme de libération culturelle. Il invite à condamner l'ordre ancien et invite à la construction d'un monde nouveau conforme aux exigences du socialisme révolutionnaire.  

## Citation
"Je commençai aussi à voir clairement la mesure dans laquelle l'art n'est qu'un moyen en vue d'une fin. Un moyen politique. Un instrument de propagande".